# Markel Motor
El Rotary Internal Combustion Engine (Motor rotatiu de combustió interna) és un motor actual de l'empresa Markel Motors S.A., que segueix pautes ja establertes, i no per això deixa de ser xocant. Aquest motor serveix per a tot tipus d'aplicacions.

## Història
Aquest motor desenvolupat per Vicente Gamón i Juan Carlos Imaz va ser presentat en any 2002, i volia ser un disseny revolucionari, encara que en molts aspectes pren idees d'altres dissenys anteriors.

## Descripció del motor
A primera vista, pot semblar la rememoració dels antics motors d'aviació rotatius (aquells en què l'hèlix anava fixat al càrter motor, que girava amb ell, i el cigonyal era fix a l'avió), ja que al principi fa axó. Però aquí s'acaben les analogies, quan es veu l'interior ja es veu que no és el mateix, per començar el cigonyal disposa de quatre colls, i gira a la mateixa velocitat que el càrter, per mitjà d'un joc d'engranatges exterior, de manera que quan el pistó està en el punt mort superior, existeix un angle (aprox. 20°), amb el centre del cigonyal, i això és el que el fa diferent, ja que quan comença el cicle de treball, no s'ha de vèncer el punt mort.
Una altra semblança amb els motors antics, és el fet que fa l'admissió pel centre del cigonyal, i a través de llumbreres (orificis oberts en els laterals del cilindre per al pas dels gasos) situades al punt mort inferior, mentre que l'escapament es fa per una única vàlvula en el cap del cilindre a la manera ”monosupape”, solució ja adoptada per alguns dels antics motors (per exemple, el motor del Fokker Dr.1 de 1918).
Tot ell està construït de manera senzilla i modular, amb menys peces que un motor tradicional. La seva propaganda parla de menys desgastos i vibracions.